# Rally Costa Brava de 1978
El Rally Costa Brava de 1978, oficialmente 26.º Rally Costa Brava, fue la vigésimo sexta edición, la quinta cita de la  temporada 1978 del Campeonato de Europa de Rally y la primera de la temporada 1978 del Campeonato de España de Rally. Se celebró del 17 al 19 de febrero y contó con un itinerario de 339 km cronometrados.

## Clasificación final
| Pos. | Piloto                    | Copiloto            | Automóvil              | Tiempo  | Diferencia |
| ---- | ------------------------- | ------------------- | ---------------------- | ------- | ---------- |
| 1.   | Antonio Carello           | Maurizio Perissinot | Lancia Stratos HF      | 4:43:43 | 0.0        |
| 2.   | Antonio Zanini            | Juan José Petisco   | Fiat 131 Abarth        | 4:49:34 | +5:51      |
| 3.   | Claudi Caba               | Joan Aymamí         | Porsche 911 Carrera RS | 4:57:29 | +13:46     |
| 4.   | Franz Wittmann Sr.        | Kurt Nestinger      | Opel Kadett GT/E       | 5:01:23 | +17:40     |
| 5.   | Jean-Sébastien Couloumiès | Jean-Bernard Vieu   | Opel Kadett GT/E       | 5:02:02 | +18:19     |
| 6.   | Juan Ignacio Canela       | José E. Olives      | Volkswagen Golf GTi    | 5:21:11 | +37:28     |
| 7.   | Vicente Folgado           | Narciso Dalmas      | Renault 5 Alpine       | 5:21:28 | +37:45     |
| 8.   | Mariano Lacasa            | F. Sancho           | Opel Kadett GT/E       | 5:21:41 | +37:58     |
| 9.   | Joan Bayó                 | Juan Manuel Molina  | SEAT 124-1800          | 5:22:42 | +38:59     |
| 10.  | Tomasz Gozdecki           | Wolfgang Sulc       | Porsche 911 Carrera RS | 5:23:05 | +39:22     |